# Areli Madrid Tovilla
Arely Madrid Tovilla (Huixtla, Chiapas, 18 de febrero de 1952) es una política mexicana miembro del Partido Revolucionario Institucional. Ha sido magistrada numeraria (fundadora) del Tribunal Superior Agrario, secretaria general del Gobierno del Estado de Chiapas, senadora de la República, diputada federal en diversas ocasiones, presidenta del Congreso del Estado de Chiapas en su periodo como diputada local, etc. Actualmente es diputada federal integrante de la LXII Legislatura.
Tiene una licenciatura, maestría y doctorado en Derecho, es consejera nacional del PRI, además de haber sido delegada en varios estados del país y ocupar cargos en la Confederación Nacional Campesina. Inició su carrera administrativa en la Secretaría de Asuntos Agrarios de Chiapas, ha sido elegida diputada federal en cinco ocasiones, a la LII Legislatura por el II Distrito Electoral Federal de Chiapas de 1982 a 1985, a la LIV Legislatura por el IX Distrito Electoral Federal de Chiapas de 1988 a 1991, a la LVII Legislatura por el XI Distrito Electoral Federal de Chiapas de 1997 a 2000, plurinominal a la LX Legislatura de 2006 a 2009 y plurinominal a la LXII Legislatura de 2012 a 2015, fue además Senadora por Chiapas a las Legislaturas LVIII, LIX de 2000 a 2006, Presidió la Junta de Coordinación Política y la Mesa Directiva del H. Congreso del Estado de Chiapas en la LXIV Legislatura del H. Congreso del Estado de Chiapas de 2010 a 2012.
Además ha ocupado los cargos de Magistrada del Tribunal Superior Agrario de 1992 a 1997 y Secretaria General de Gobierno de Chiapas en 1998 durante el gobierno de Roberto Albores Guillén.